# Peter Venkman
Il dottor Peter Venkman è uno dei protagonisti del film Ghostbusters - Acchiappafantasmi (1984) e dei suoi sequel Ghostbusters II (1989), Ghostbusters: Legacy (2021) e Ghostbusters - Minaccia glaciale (2024). È un parapsicologo, inizialmente scettico sul paranormale pur essendo uno scienziato della materia, e membro degli Acchiappafantasmi.
Raggiunse anche la popolarità con la serie televisiva animata The Real Ghostbusters, spin-off del film. È interpretato da Bill Murray nei quattro film e doppiato in italiano da Oreste Rizzini nei primi due film e nella serie animata e da Leslie La Penna nel terzo film. Murray ha dato anche la voce del personaggio nel videogioco Ghostbusters: Il videogioco (2009) dove è doppiato nella versione italiana da Michele Gammino.
Inizialmente Peter Venkman doveva essere interpretato da John Belushi, ma dopo la sua prematura scomparsa avvenuta il 5 marzo 1982, venne sostituito da Murray.

## Biografia del personaggio
Nato a Brooklyn il 21 settembre 1950, Peter Venkman è uno dei tre professori di parapsicologia della squadra degli acchiappafantasmi. Si è laureato sia in psicologia che in parapsicologia. Originariamente i suoi interessi professionali erano focalizzati su fenomeni paranormali come l'ESP; si dimostra inizialmente scettico sul tema dei fantasmi, sino al suo primo incontro diretto con uno di questi. Pur dotato di conoscenze, a differenza dei suoi due colleghi Ray Stantz ed Egon Spengler, Peter si presenta essenzialmente come un imbonitore, caratteristica di cui si serve per conquistare le donne, più che uno scienziato. Nei film, sempre pronto alla battuta e allo scherzo, è caratterizzato dalla sua personalità irriverente, dal suo approccio alla sua professione di ciarlatano scientifico e dal suo comportamento da donnaiolo. Il rettore dell'Università presso la quale lavora col gruppo lo definisce un "mediocre scienziato". 
Nonostante l'atteggiamento apatico Peter ha una buona capacità retorica e riesce a mantenere sangue freddo e nervi saldi anche nelle situazioni più pericolose e strane. Di tanto in tanto ha idee che aiutano i colleghi a salvare la situazione. Peter è scaltro e intelligente, e possiede più abilità sociali rispetto a Ray ed Egon, più inclini al mondo accademico. Ad esempio, è lui che è in grado di persuadere il sindaco a rilassarsi dopo essere stati arrestati, restituire le loro attrezzature e sostenere il loro tentativo di fermare Gozer.

### Ghostbusters - Acchiappafantasmi(1984)
Peter Venkman era un professore che lavorava con Egon Spengler e Ray Stantz alla Columbia University. Il trio stava facendo ricerche sul soprannaturale ma, a differenza dei suoi partner, Peter non era così entusiasta dell'argomento. Nel campus, tenta di sedurre studentesse universitarie ingenue nonostante abbia rischiato la sua carriera accademica. Nonostante abbia un interesse passeggero per l'ESP, sembra non aver creduto nei fantasmi fino a quando non ne ha assistito personalmente. La squadra di tre ha scoperto il fantasma della bibliotecaria, ma non è stata in grado di catturarla e mostrarla al pubblico. Successivamente, il loro finanziamento è stato tagliato e sono stati licenziati dalle loro posizioni universitarie, anche se Peter sembrava felice di cercare nuove opportunità. Dopo essere stati licenziati, i tre decisero di costruire alcune attrezzature paranormali avanzate e intraprendere una carriera di cacciatori di fantasmi freelance.
Peter ha incoraggiato e spinto Ray a ipotecare la sua casa per trovare il capitale necessario per acquistare la caserma dei pompieri. Che fosse motivato dalla prospettiva di diventare ricco o semplicemente dal fatto che non doveva più lavorare sotto il controllo del consiglio dei reggenti, il dottor Venkman era molto motivato a iniziare una nuova carriera. Peter divenne presto il primo a incontrare il primo cliente dell'azienda. Grazie all'invenzione di Spengler, il dispositivo di stoccaggio che permette di intrappolare i fantasmi, decide di creare il gruppo degli Acchiappafantasmi (Ghostbusters in originale). Si innamorerà della loro prima cliente, Dana Barrett, e, insieme ai colleghi, salverà lei e tutta New York dall'avvento del dio sumero Gozer il Gozeriano.

### Ghostbusters II - Acchiappafantasmi II(1989)
5 anni dopo gli avvenimenti del primo film, Peter è diventato un presentatore televisivo di un programma intitolato Mondo Medianico (in originale World of the Psychic with Dr. Peter Venkman). Si riunirà poi agli amici Acchiappafantasmi per impedire il ritorno sulla Terra di Vigo Il Carpatico, lo spirito di un tiranno del passato racchiuso in un dipinto, che cerca di reincarnarsi in Oscar, il piccolo figlio di Dana Barrett, la quale, nel periodo tra il primo e il secondo film, aveva lasciato Peter e si era rifatta una vita. Peter e Dana si riuniranno alla fine del film, dopo che con gli altri Acchiappafantasmi sconfiggeranno Vigo.

### Ghostbusters: Legacy(2021)
A distanza di circa 30 anni dalla loro ultima avventura, sembra che Venkman e gli altri Acchiappafantasmi abbiano concluso per sempre la loro attività di cacciatori del paranormale dopo che Egon è sparito anni prima con parte della loro attrezzatura. Si scoprirà che in realtà l'amico e collega, morto nel frattempo perché ucciso da un fantasma, aveva un piano per proteggere il mondo dal ritorno di Gozer. Peter Venkman fa un'apparizione alla fine del film quando, assieme ai tre colleghi sopravvissuti, aiuta la figlia e i nipoti di Egon, che appare sotto forma di fantasma, a sconfiggere nuovamente Gozer. Alla fine vi è una scena in cui è possibile vedere Peter che, apparentemente, vive con Dana Barrett, la quale sta provando sul malcapitato lo stesso strumento per le scosse che lo scienziato usava contro i suoi studenti quando era un professore all'università.

## Accoglienza
Nel 2008, il personaggio di Peter Venkman è stato scelto dal periodico Empire come uno dei 100 più grandi personaggi di film di tutti i tempi, descritto da Nick de Semlyen come «l'ultimo vero eroe di New York: cinico, sarcastico, segretamente dolce», «un uomo posseduto da una spontaneità maniacale, con una gran voglia di volteggiare attorno agli altri ed in particolare alle donne che incontra». È stato anche definito come «il personaggio più popolare interpretato da Murray».

## Altri media
In Ghostbusters: Il videogioco (2009), ambientato due anni dopo gli avvenimenti del secondo film, Peter, assieme ai suoi colleghi, deve addestrare un nuovo Acchiappafantasmi e insieme a loro sconfiggere lo spettro di Ivo Shandor, l'architetto e fondatore del Culto di Gozer, che aveva costruito il palazzo in cui abitava Dana nel primo film e i tunnel che portavano la melma nel secondo, tornato sulla Terra per unire il nostro mondo con la dimensione del mondo dei fantasmi. Peter si infatua, inoltre, della dottoressa Ilyssa Selwyn coinvolta anche lei con gli avvenimenti paranormali legati all'avvento del malvagio architetto.